# Maizena

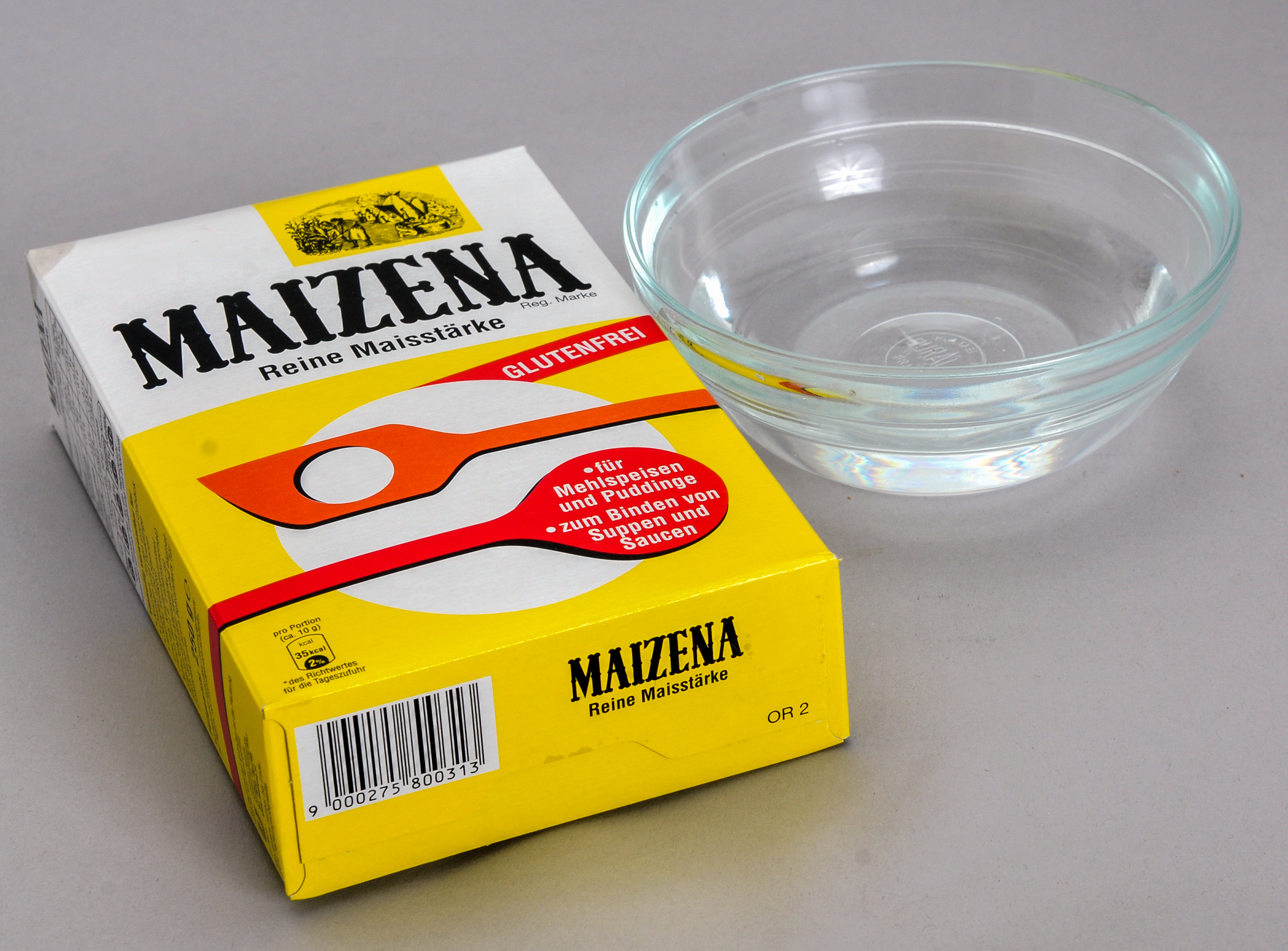

Maizena är ett varumärke för en ren stärkelseprodukt, majsena, som utvinns ur majskorn. Den används vid redning av bland annat såser och soppor istället för eller som ett komplement till vetemjöl och är lättare att använda på grund av att den inte klumpar sig lika lätt som annat mjöl. Varumärket Maizena registrerades den 9 juni 1891 och ägs av det multinationella företaget Unilever.
Majsena (av engelska maizena, från maize=majs) är belagt i svenska språket sedan 1872.
Majsmjöl är hela de torkade malda kärnorna av majs, där endast kli och grodd siktats bort.
I varumärket Maizena ingår även andra produkter, exempelvis "Maizena redning", som inte är gjord på majs utan potatismjöl och används på samma sätt. Man har även Maizena Paj som innehåller vetemjöl.
Stärkelse hör till gruppen "snabba kolhydrater", de bryts snabbt ner av kroppen och kan ge en stor höjning av blodsockernivån hos diabetiker.